# زمن منطقة المحيط الهادئ
زمن منطقة المحيط الهادئ، أو التوقيت الباسيفيكي، (Pacific Time Zone) هي منطقة زمنية في أمريكا الشمالية ترمز بـ PST. يُحدّد زمن منطقة المحيط الهادئ بطرح ثماني ساعات من التوقيت العالمي المنسق (ت ع م-08:00). يعتمد الوقت القياسي في هذه المنطقة على معدل الوقت الشمسي  في الزوال الـ120 الغربية من مرصد غرينتش. خلال التوقيت الصيفي، إزاحة الوقت هو ت ع م-07:00 وهكذا استنادًا إلى يعني وقت الشمسية من 105 الزوال الغربية من مرصد غرينتش.

## الولايات المتحدة
المناطق والولايات التالية هي جزء من منطقة التوقيت الباسيفيكي:
- كاليفورنيا
- واشنطن
- أوريغون – باستثناء معظم مقاطعة ماهور
- نيفادا
- شريط ايداهو [الإنجليزية] – النصف الشمالي من ولاية ايداهو، إلى الشمال من نهر السلمون.

## كندا
في كندا تشمل منطقة المحيط الهادئ الزمنية معظم كولومبيا البريطانية (باستثناء الطريق السريع 95 المار أجزاء منه حول تمبلر ريدج، فورت سانت جون، داوسون كريك، غولدن وكريستون)، يوكون و التنغستن، الأقاليم الشمالية الغربية.

## المكسيك
في المكسيك تقع ولاية باها كاليفورنيا ضمن منطقة التوقيت الباسيفيكي. هذا لا يشمل ولاية باجا كاليفورنيا سور في جنوب ولاية باجا كاليفورنيا.

## وصلات خارجية
- أ وقات نسخة محفوظة 17 يوليو 2012 على موقع واي باك مشين. مؤسسة نيست الرسمية
- أوقات رسمية في جميع أنحاء كندا نسخة محفوظة 18 يناير 2016 على موقع واي باك مشين.
- توقيت غرينتش
- خريطة المناطق الزمنية العالمية نسخة محفوظة 24 ديسمبر 2015 على موقع واي باك مشين.
- خريطة المناطق الزمنية في الولايات المتحدة نسخة محفوظة 15 فبراير 2009 على موقع واي باك مشين.
- تحويل وتاريخ المناطق الزمنية الولايات المتحدة نسخة محفوظة 8 أغسطس 2011 على موقع واي باك مشين.
- خريطة المناطق الزمنية في كندا
- المناطق الزمنية في المدن الرئيسية في العالم